# CA-300
La CA-300 es una carretera autonómica de Cantabria (España) perteneciente a la Red Local y que sirve de conexión entre la carretera nacional N-611, en el núcleo urbano de Santa Cruz de Bezana, y la carretera autonómica CA-231, en las cercanías del Hospital de la Santa Cruz de Liencres en Soto de la Marina.

## Nomenclatura
Su nombre está formado por las iniciales CA, que indica que es una carretera autonómica de Cantabria, y el dígito 300 es el número que recibe según el orden de nomenclaturas de las carreteras de la comunidad autónoma. La centena 3 indica que se encuentra situada en el sector comprendido entre el mar Cantábrico al norte, las carreteras nacionales N-634 al sur y N-623 al este, y el límite provincial al oeste.

## Historia
Esta vía se corresponde con el primer tramo de la antigua carretera denominada SV-4631, por lo que se identificaba como SV-4631-1, si bien el sentido de la carretera era el contrario al actual, esto es, tenía su inicio en la intersección con la carretera SV-4641. El resto de la carretera SV-4631 forma parte de la actual CA-302.
Tal como se explica en el Boletín Oficial de Cantabria (BOC) del 25 de julio de 2000, concretamente en la página 5545, la denominación SV forma parte junto con S; SP; SC; SV-S/C; C y N de una lista de nomenclaturas de carreteras cuya titularidad englobaba tanto a las  carreteras procedentes del Estado como de la extinta Diputación Provincial. Por la complejidad en la identificación de las mismas y ya que producía confusiones sobre su titularidad, durante el proceso de las transferencias en materia de carreteras a la Comunidad Autónoma y la creación del Servicio de Carreteras Autonómicas, se abogó por la nueva denominación CA.

## Trazado actual
Tiene su inicio en la rotonda situada en el punto kilométrico 201 de la N-611, en el centro urbano de Santa Cruz de Bezana, localidad perteneciente al término municipal del mismo nombre; y su final en otra glorieta ubicada en el punto kilométrico 4 de la carretera CA-231, entre el barrio de Sorriba perteneciente a Liencres y el de Cotero (Soto de la Marina), punto localizado en el término municipal dePiélagos, municipio por el que discurren los últimos 100 metros de su recorrido en tanto que los primeros 3,6 kilómetros se ubican en el término municipal de Santa Cruz de Bezana.
Su inicio se sitúa a una altitud de 40 m s. n. m. y el fin de la vía está situada a 30 m s. n. m. En su recorrido cruza sobre el arroyo de Palancate, a una altitud de 28 m s. n. m.
La carretera tiene dos carriles, uno para cada sentido de circulación, y una anchura total de 6,0 metros sin arcenes.
En el Alto Lloredo y a unos 60 metros al este de la carretera, se sitúa la estación de tierra del radiofaro omnidireccional VHF (VOR SNR) con equipo medidor de distancia (DME SNR) perteneciente al aeropuerto de Santander.

## Actuaciones
Durante el período de vigencia del III Plan de Carreteras se procedió al refuerzo del firme en toda la longitud de esta carretera, obras inauguradas el día 28 de diciembre de 2006.

## Transportes
No hay líneas de transporte público que recorran la carretera CA-300 si bien en la intersección con la N-634 se sitúa una parada de autobús de la siguiente línea:
- Autobuses Palomera: Santander - Potes.

## Recorrido y puntos de interés
En este apartado se aporta la información sobre cada una de las intersecciones de la CA-300 así como otras informaciones de interés.
| Esquema              | PK  | Sentido CA-231 (creciente)      | Sentido CA-231 (creciente) | Sentido CA-231 (creciente) | Sentido CA-231 (creciente) | Sentido N-611 (decreciente) | Sentido N-611 (decreciente) | Sentido N-611 (decreciente) | Sentido N-611 (decreciente) | Incidencias |
| Esquema              | PK  | Velocidad                       | Elemento                   | Salida                     | Salida                     | Salida                      | Salida                      | Elemento                    | Velocidad                   | Incidencias |
| Esquema              | PK  | Velocidad                       | Elemento                   | Dir.                       | Nombre                     | Nombre                      | Dir.                        | Elemento                    | Velocidad                   | Incidencias |
| -------------------- | --- | ------------------------------- | -------------------------- | -------------------------- | -------------------------- | --------------------------- | --------------------------- | --------------------------- | --------------------------- | ----------- |
|                      | 0,0 |                                 |                            |                            | CA-300 BEZANA              | N-611 TORRELAVEGA           |                             |                             |                             |             |
| Urbanización Pinamar | 0,0 |                                 |                            |                            | CA-300 BEZANA              |                             |                             |                             |                             |             |
| N-611 SANTANDER      | 0,0 |                                 |                            |                            | CA-300 BEZANA              |                             |                             |                             |                             |             |
|                      | 0,0 |                                 |                            | Arroyo de Palancate        | Arroyo de Palancate        | Arroyo de Palancate         | Arroyo de Palancate         |                             |                             |             |
|                      | 2,0 |                                 |                            |                            | VALLINES                   | VALLINES                    |                             |                             |                             |             |
|                      | 1,2 |                                 |                            |                            | CA-848 ROIZ LAS CUEVAS     | CA-849 VALLINES N-634       |                             |                             |                             |             |
|                      | 1,2 | CA-848 A-8 SANTANDER A-8 OVIEDO |                            |                            |                            | CA-849 VALLINES N-634       |                             |                             |                             |             |

## Enlaces pendientes
- Datos: Q24940990